# Дурой (Приаргунский район)
Дуро́й — село в Приаргунском районе Забайкальского края России. Расположен на протоке реки Аргунь, на российско-китайской границе. В селе есть общеобразовательная школа, детский сад, отделение почты. 
Население — 686 чел. (2021).

## Расположение
Село расположено на склонах горы высотой 587 м. С запада, юга и востока окружено протокой реки Аргунь, отсюда название села — Дурой (в переводе с бур. «стремя», то есть положение села как ноги в стремени). На востоке от села расположены озёра Первое Дуройское и Второе Дуройское.

## История
Село основано в 1745 как пограничный караул по постановлению Нерчинской воеводской канцелярии и распоряжению бригадира В. В. Якоби.

## Население
| 1902 | 2002 | 2010 | 2012 | 2013 | 2014 | 2015 |
| ---- | ---- | ---- | ---- | ---- | ---- | ---- |
| 597  | ↗831 | ↘781 | ↘775 | ↘766 | ↘755 | ↘745 |
| 2017 | 2021 |      |      |      |      |      |
| ↘737 | ↘686 |      |      |      |      |      |